# Фёльк, Йозеф
Йозеф Фёльк (нем. Joseph Völk; 9 мая 1819, Швабмюнхен — 22 января 1882, Аугсбург) — немецкий политический деятель и юрист, адвокат города Аугсбурга.

## Биография
Йозеф Фёльк родился в бедной крестьянской семье, начальное образование получил у местного священника, который затем помог ему поступить в гимназию. После её окончания изучал право в Мюнхене и получил степень в области юриспруденции. В период революционных событий 1848—1848 годов находился в Ландсберге-на-Лехе.
В 1855 году был выбран в баварскую палату депутатов, где примкнул к левым и вскоре (1859 год) вместе с Бротером и Марквардом Бартом основал «немецкую партию», с большой энергией действовавшую в печати и в палате. Целью её было преобразование Германского союза и подготовка объединения Германии. Предложение Фёлька о реформе Германского союза было отклонено палатой (1859 год). В таможенном парламенте (1868—1869) он усердно ратовал за более тесное сближение юга Германии с севером. 
С 1871 до 1881 года был членом германского рейхстага; примкнул к национал-либеральной партии, но, когда вопрос о покровительственном тарифе привёл к жарким спорам внутри партии, основал новую группу Фёльк-Шаус, близкую к центру и просуществовавшую недолго. В 1880 году стал почётным гражданином Кемптена.